# Amaru
Amaru (asi 6.–7. století) byl staroindický básník patřící společně s Kálidásou a Bhartrharim mezi nejvýznamnější představitele sanskrtské poezie.
Podle tradice byl králem v Kašmíru, ve skutečnosti však o jeho životě není známo prakticky nic. Je uváděn jako autor sbírky Amarušataka (v sanskrtu अमरुशतक, česky doslovně Amaruova stovka), ve které se projevil jako mistr strofy, oblíbené formy staroindické lyriky. Základním motivem sbírky je hra milostných citů (hněv, smutek a smíření) a jednotlivé strofy jsou jakýmisi miniaturami z milostného života.

## Ukázka z poezie
Nezahrnula ho slovy hněvivými,

neodvrátila se, vpustila ho dál,

jenom její pohled byl tak chladný, přímý,

jak by před ní zcela cizí člověk stál.

Báseň je uvedena v překladu Oldřicha Friše.

## Česká vydání
- Amaru a Bhartrhari: Sloky o lásce, moudrosti a odříkání, SNKLHU, Praha 1959, přeložil Oldřich Friš, znovu BB art, Praha 2005.